# 布朗夏爾嶺

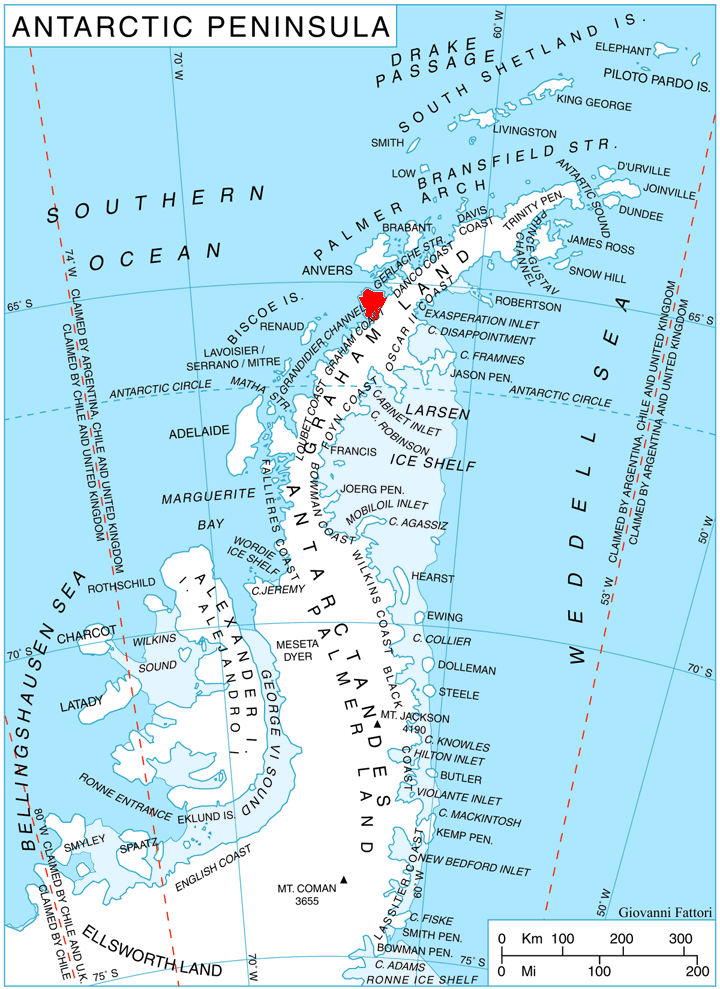

布朗夏爾嶺（英語：Blanchard Ridge）是南極洲的山嶺，位於葛拉漢地西岸的基輔半島，處於威金斯冰川的終點，由讓-巴蒂斯特·夏古率領的法國探險隊繪入地圖和命名，海拔高度520米。

## 外部連結
- SCAR Composite Gazetteer of Antarctica（页面存档备份，存于）.

65°12′S 64°4′W / 65.200°S 64.067°W